# Andrej Bertoncelj
Andrej Bertoncelj (ur. 28 lipca 1957) – słoweński ekonomista, menedżer i polityk, w latach 2018–2020 wicepremier i minister finansów.

## Życiorys
Kształcił się na kursach menedżerskich w Stanach Zjednoczonych na Uniwersytecie Harvarda oraz w Wielkiej Brytanii na University of Cambridge. Uzyskał doktorat z zakresu finansów, w pracy naukowej specjalizował się w strategii rozwoju, globalizacji, fuzji i przejęć. W 2009 objął stanowisko profesora na wydziale zarządzania Univerza na Primorskem. Autor lub współautor publikacji książkowych i artykułów naukowych. Przez blisko 20 lat pracował jako menedżer w branży farmaceutycznej, był m.in. prezesem Lek USA, zastępcą dyrektora generalnego ds. finansów w przedsiębiorstwie Lek, a także doradcą przewodniczącego rady dyrektorów firmy Kemofarmacija. W 2018 powołano go w skład zarządu państwowego holdingu SDH.
8 września 2018 objął stanowiska wicepremiera oraz ministra finansów w rządzie Marjana Šarca (z rekomendacji partii premiera). 27 stycznia 2020 ogłosił swoją rezygnację w związku z konfliktem dotyczącym projektu reformy systemu opieki zdrowotnej. W konsekwencji tego samego dnia do dymisji podał się również premier, Andrej Bertoncelj zajmował stanowiska rządowe do końca funkcjonowania gabinetu w marcu 2020.